# Kecamatan Pamarayan
Kecamatan Pamarayan är ett distrikt i Indonesien.   Det ligger i provinsen Banten, i den västra delen av landet, 60 km väster om huvudstaden Jakarta.